# Borzymy (Rutki-Głowice)
Borzymy – część wsi Rutki-Głowice w Polsce, położona w województwie mazowieckim, w powiecie ciechanowskim, w gminie Ciechanów. Wchodzi w skład sołectwa Rutki-Głowice.
W latach 1975–1998 Borzymy administracyjnie należały do województwa ciechanowskiego.